# ロッコウヤナギ
ロッコウヤナギ（六甲柳、学名：Salyx × gracilistyloides）は、ヤナギ科ヤナギ属の樹木の1種で、木村有香が大正12年（1923年）8月22日に六甲山で発見し、同15年（1926年）1月に発表した。
六甲連山の麓から中腹の所々に見られ、京都府北桑田郡知井村（現・南丹市域）、福知山、姫髪山、赤石岳、兵庫県氷上郡遠坂村（現・丹波市域）、島根県仁多郡鳥上村、横田村（共に現・奥出雲町域）、美祢郡東厚保村（現・美祢市域）、大分県八幡村（豊後、当時の同名三村のいずれかは不詳）等にも見つかった。

## 特徴
匍匐性の潅木で高さ約1mになる。
葉は革質で楕円状長楕円型、楕円形あるいは多少倒卵状楕円形をなし、先端は普通鋭く尖り、葉底は広鋭型ないし円形、葉縁には二部鋸歯上牙歯を具え、上面緑色多少光沢あり、中肋以外は無毛、下面は灰青色で無毛だが中肋上にはしばしば絹毛を布く。長さ7〜12cm、幅3〜5cm。葉柄は長さ1cm内外。
托葉は半心形あるいは斜卵形、細牙歯縁、長さ4〜7mm、幅3〜6mm。
花穂は円筒形鞘無梗で、基部に2〜3枚の小葉があり、雌花穂は長さ2〜4cm、径1cm内外、雄花穂は長さ4.5cm、径2cmに達する。
苞鱗は卵状披針形あるいは広菱状披針形、上半部黒色下半部淡黄緑色、両面長軟毛を布き、長さ約3mm幅1mmばかり。線体は1個、長楕円形、長さ約1mm。子房は卵形白色の絹毛に被われ、長さ約1.5mm、無毛の短柄を具える。花柱は細長く長さ約2mm。柱頭は線形で広く開き長さ0.7〜0.8mm、光端全縁、凹頭あるいは二半裂。雄蕊は2本、花糸は無毛長さ9mmに達し多くは癒着。葯は紅色。